# Swissmetal
Swissmetal Industries SA est une entreprise produisant des alliages de cuivre et de produits semi-finis. L'entreprise fournit les secteurs de la connectique, de l'énergie, des applications industrielles, de l'architecture, des pointes de stylos, des produits de luxe, du transport non automobile, du transport écologique, du gaz, du pétrole, de la marine et de l'horlogerie.

## Histoire
Pour comprendre[style à revoir] l’implantation d’une fonderie à Reconvilier, il faut remonter à l’existence en 1850 d’une fabrique d’ébauches de montres propriété de quatre associés, MM. Guillaume-Olivier Bueche, propriétaire, à Pontenet, Emmanuel-Aimé Tièche, Dr en médecine, à Reconvilier, Edouard Boillat-Bueche, négociant, à Reconvilier et Ernest Kraft, hôtelier, à Malleray. Ces derniers obtiennent en 1851, de la Préfecture de Moutier, au nom de la société Bueche, Boillat & Cie, l’autorisation de construire un établissement d’horlogerie à Reconvilier. Malgré une sérieuse concurrence, dans l’Arc jurassien, au niveau de la fabrication d’ébauches, l’entreprise nouvellement créée connut un essor rapide. La matière première, soit le laiton, provenait du Haut-Rhin français, ce qui, à l’époque, n’était pas la porte d’à côté. Cette situation incita les quatre fabricants à étudier la création d’une fonderie de laiton à proximité de leur usine d’ébauches.
La laminerie avec fonderie Bueche, Boillat & Cie est créée en 1855 à Reconvilier (première fonderie de laiton de Suisse[réf. nécessaire]). Schweizerische Metallwerke AG Dornach est créée en 1895. Une presse Krupp de 500 tonnes est acquise en 1910. Elle permet d'obtenir du fil et des barres par filage à chaud.
Édouard Boillat, fils du fondateur, cède son entreprise à un groupe d'industriels romands en 1917 : la fabrique horlogère Ébauches de Fontainemelon, le fabricant de machines à coudre Edouard Dubied & Cie à Couvet, et l'entreprise d'appareillages électriques Gardy à Genève. La société prend le nom de « Fonderie Boillat S.A. ».
Les fours potagers, chauffés au coke, sont remplacés en 1930 par des fours électriques à basse fréquence. Dès 1950, Swissmetal Boillat developpe des alliages pour le secteur de la pointe de stylos à bille. En 1960, après un incident survenu lors de l’Assemblée générale de l’ONU à New York au cours duquel M. Dag Hammarskjöld, secrétaire général, brisa son maillet, la fonderie Boillat lui offre un nouveau marteau en laiton de sa fabrication. À partir de 1970, Swissmetal Boillat developpe des alliages pour le secteur d'activité du connecteur.
Le groupe UMS Usines Métallurgiques Suisses S.A. est fondé par Werner K. Rey (Omni Holding SA) en 1986 en y annexant son usine Selve de Thoune.
En 1987, l’entreprise prend le nom de Swissmetal Boillat SA. UMS Swiss Metal Works Holding est créée en 1989. Le site de Selve ferme.
En 2004, la société est rachetée par le groupe financier dirigé par Martin Hellweg (cofondateur de la société de redressement d'entreprises Ally Management Group). Ce dernier parvient à restructurer les comptes de la société mais fait face a des conflits sociaux sur le site de Reconvilier. L'année suivante, la direction annonce la décision de cesser les activités de fonderie à Reconvilier pour les délocaliser à Dornach (SO) et d'investir dans le site de Reconvillier pour renforcer la Boillat. En février 2006, le groupe fait l'acquisition de Busch-Jaeger Metallwerke GmbH. Le 6 juillet 2006, Swissmetal déplace son siège social de la ville de Berne à Dornach.
En 2013, Swissmetal est racheté par le groupe Chinois Baoshida. En 2019, le groupe est racheté par deux actionnaires suisses et présidé par un industriel, en reprenant l'ensemble du personnel sur les deux sites. Le siège de Swissmetal Industries SA reste à Reconvilier (canton de Berne) avec une succursale à Dornach (canton de Soleure).

## Description
L'entreprise compte 160 employés répartis sur 2 sites en Suisse : Reconvilier et Dornach. Les usines de Swissmetal Industries SA produisent du fil et barre (rond, carré, etc.) ainsi que des profilés (pleins et creux).
Swissmetal Industries SA comprend plus de 80 alliages de cuivre : cuivres purs et faiblement alliés, laitons avec ou sans plomb (cuivre-zinc), laitons spéciaux, maillechorts (cuivre-zinc-nickel), bronzes (cuivre-étain) cuproaluminium.

Ses produits couvrent un vaste champ d'applications : connectique (automobile, aéronautique, aérospatiale, médical, militaire), décolletage, architecture, produits de luxe, instruments d'écriture (pointe de stylo), horlogerie, génération de courant.

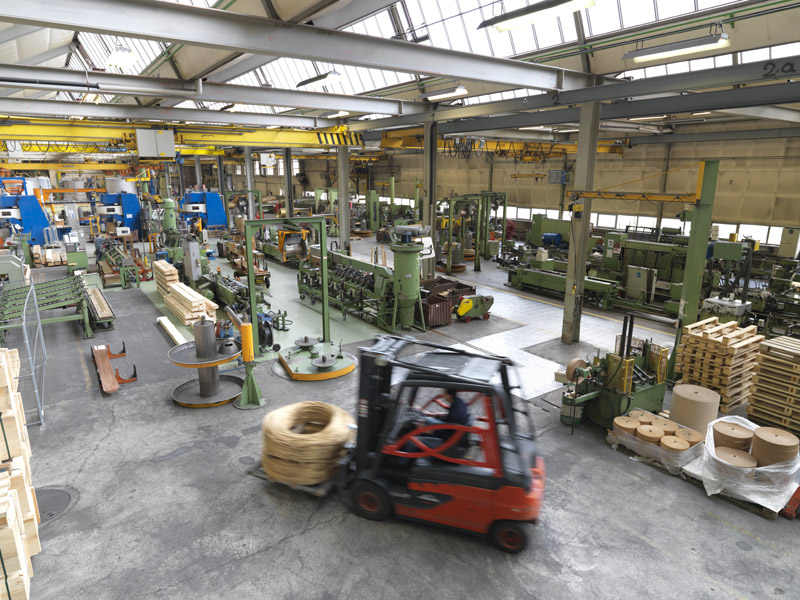
Zone d'expédition à Reconvilier Swissmetal Industries.
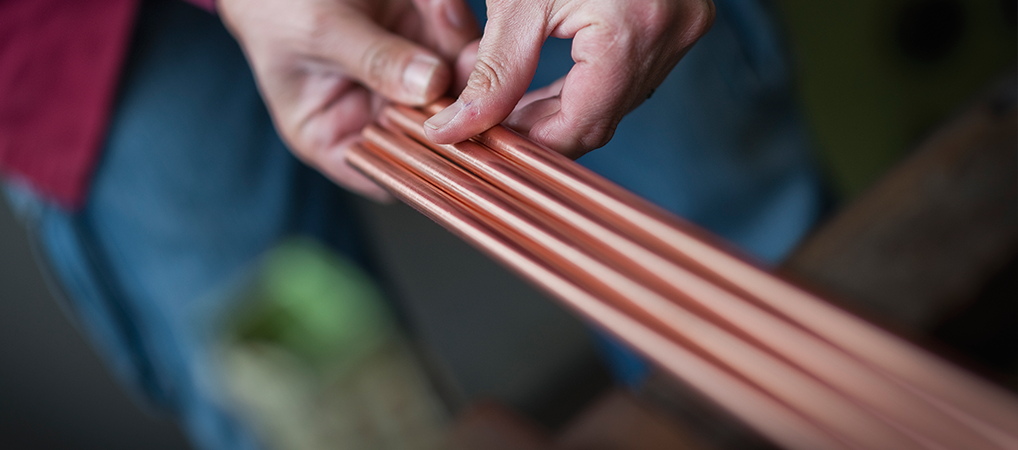
Fabricant suisse d'alliages de cuivre et de produits semi-finis sur mesure.
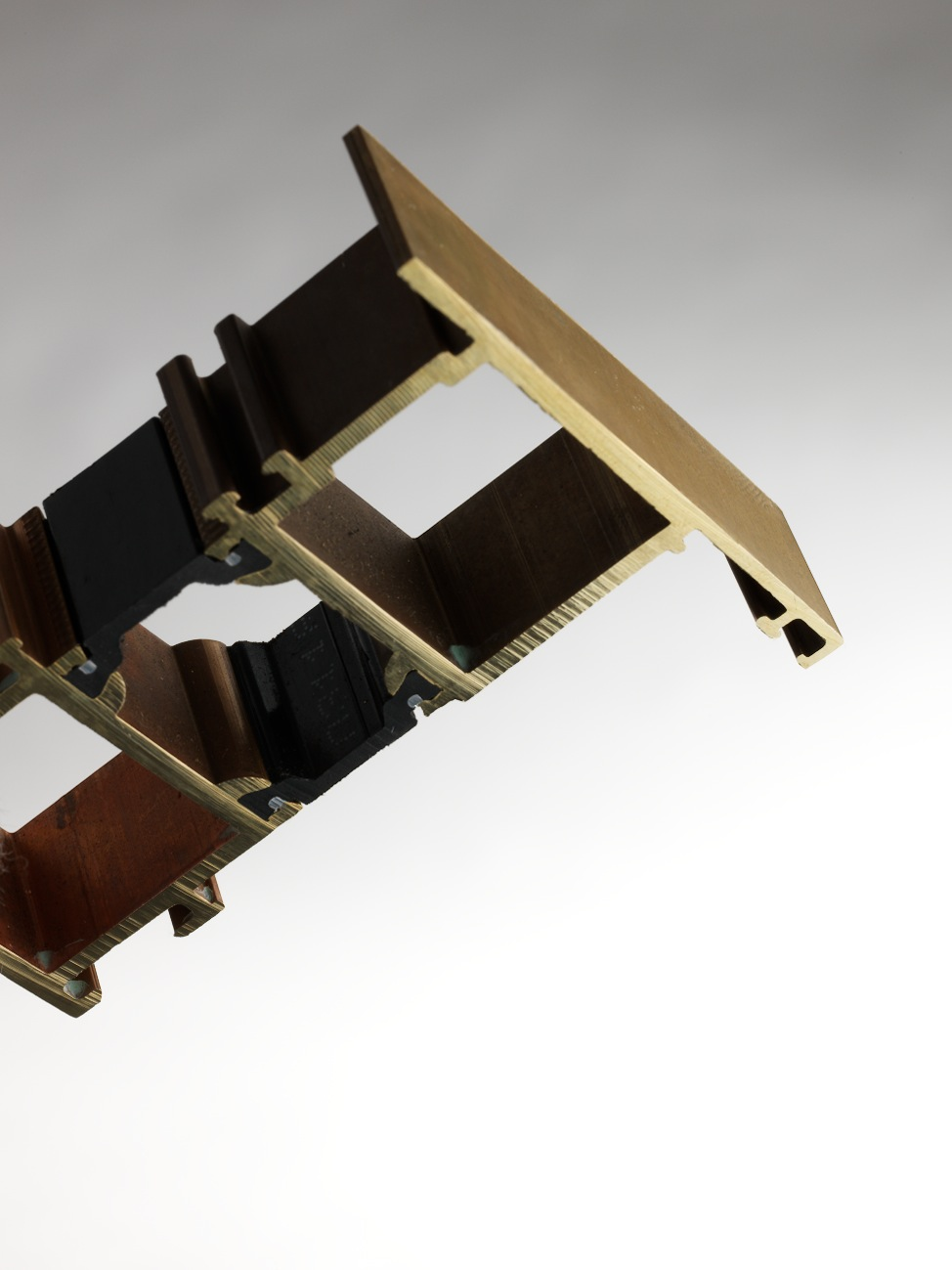
Profilés avec isolant 7 KO Architecture - Swissmetal Industries.